# Kapliczka przydrożna św. Antoniego w Prudniku
Kapliczka przydrożna pod wezwaniem św. Antoniego w Prudniku – zabytkowa barokowa kapliczka przydrożna, znajdująca się w Prudniku, na Lipnie, przy ul. Poniatowskiego 17.

## Historia
Kapliczka została ufundowana przez rodzinę Fipper, ówczesnych właścicieli folwarku Lipno. We wnęce jej szczytu znajdował się obraz św. Antoniego, który został skradziony po II wojnie światowej. W środku umieszczony był obraz Matki Bożej. Później we wnęce umieszczono ludowego koguta, a wewnątrz obraz św. Antoniego. Obecnie we wnęce znajduje się figura Matki Bożej. Posługę duszpasterską nad nią pełnią zakonnicy z klasztoru Zakonu Braci Mniejszych.

## Architektura

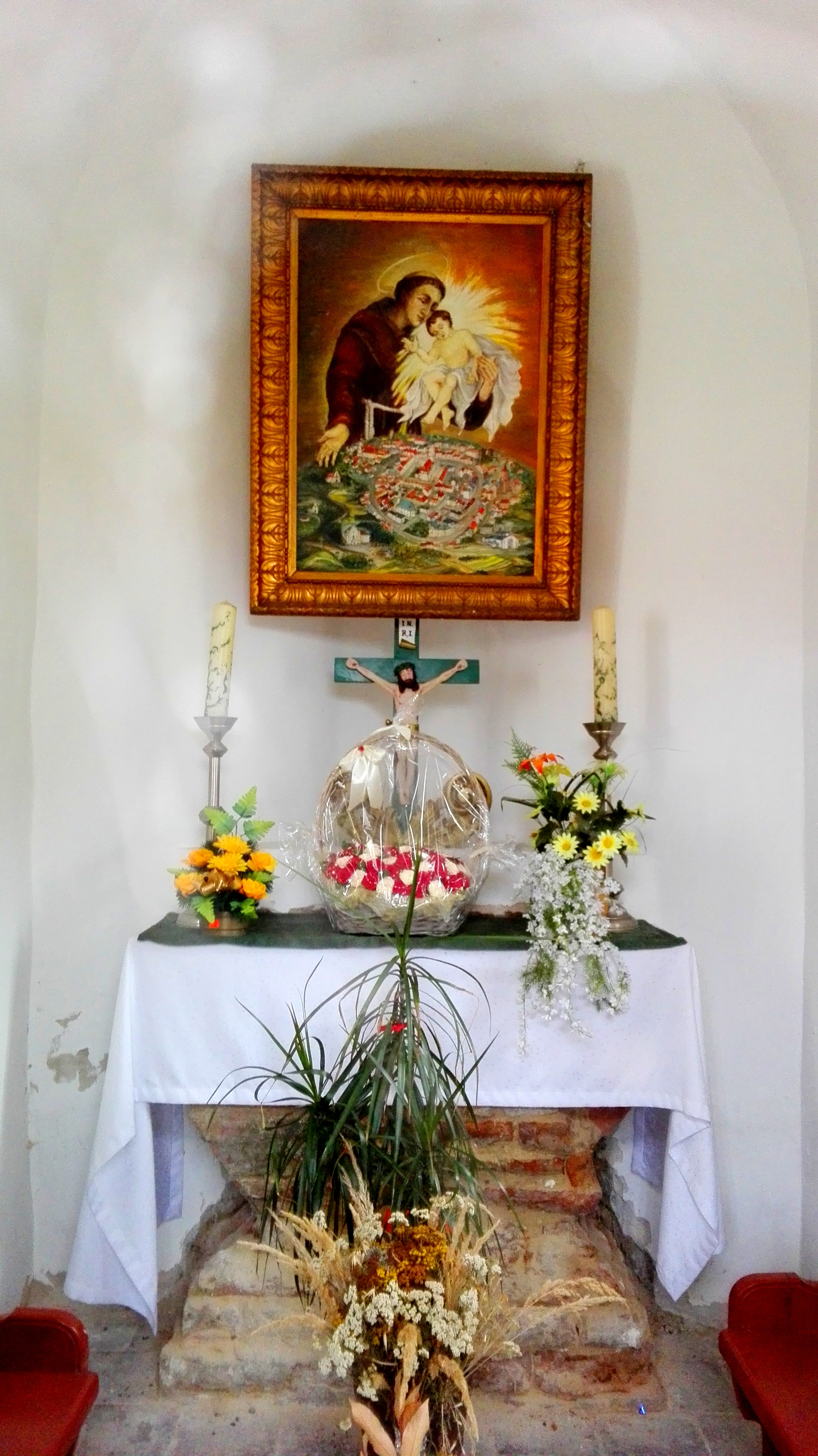
Wnętrze kaplicy

Kapliczka położona jest przy drodze prowadzącej do kościoła św. Józefa. Jest zwrócona frontem w stronę północną, schody prowadzące do jej wejście wyłożone są kostką granitową. Została wzniesiona na planie zbliżonym do kwadratu, z wypukło-wklęsłymi ścianami bocznymi i półkolistym zamknięciem.
W jej wnętrzu znajduje się stół ofiarny, na którym umieszczono polichromowany krucyfiks. Ponad nim zawieszono obraz o tradycjach ludowych, przedstawiający św. Antoniego ubranego w habit Zakonu Braci Mniejszych. Na lewym ramieniu trzyma Dzieciątko Jezus, a prawą dłonią wskazuje na miniaturę Prudnika.